# فرودگاه صحرایی سسیل
فرودگاه صحرایی سسیل (به انگلیسی: Naval Air Station Cecil Field) یک فرودگاه نظامی با کد یاتا NZC است که یک باند فرود آسفالت و بتن دارد و طول باند آن ۲۴۳۹ متر است. این فرودگاه در شهر جکسون‌ویل کشور ایالات متحده آمریکا قرار دارد و در ارتفاع ۲۵ متری از سطح دریا واقع شده‌است.